# 80 років проголошення незалежності УНР (монета)
«80 ро́ків проголо́шення незале́жності УНР» — ювілейна монета номіналом 2 гривні, випущена Національним банком України. Присвячена 80-річчю проголошення незалежності Української Народної Республіки IV-м Універсалом Центральної Ради.
Монету було введено в обіг 20 березня 1998 року. Вона належить до серії «Відродження української державності».

## Опис монети та характеристики
| Номінал грн. | Метал      | Маса, грам | Діаметр, мм. | Якість виготовлення     | Гурт     | Тираж, штук |
| ------------ | ---------- | ---------- | ------------ | ----------------------- | -------- | ----------- |
| 2            | нейзильбер | 12,8       | 31,0         | звичайна, анциркулейтед | рифлений | 200 000     |

### Аверс

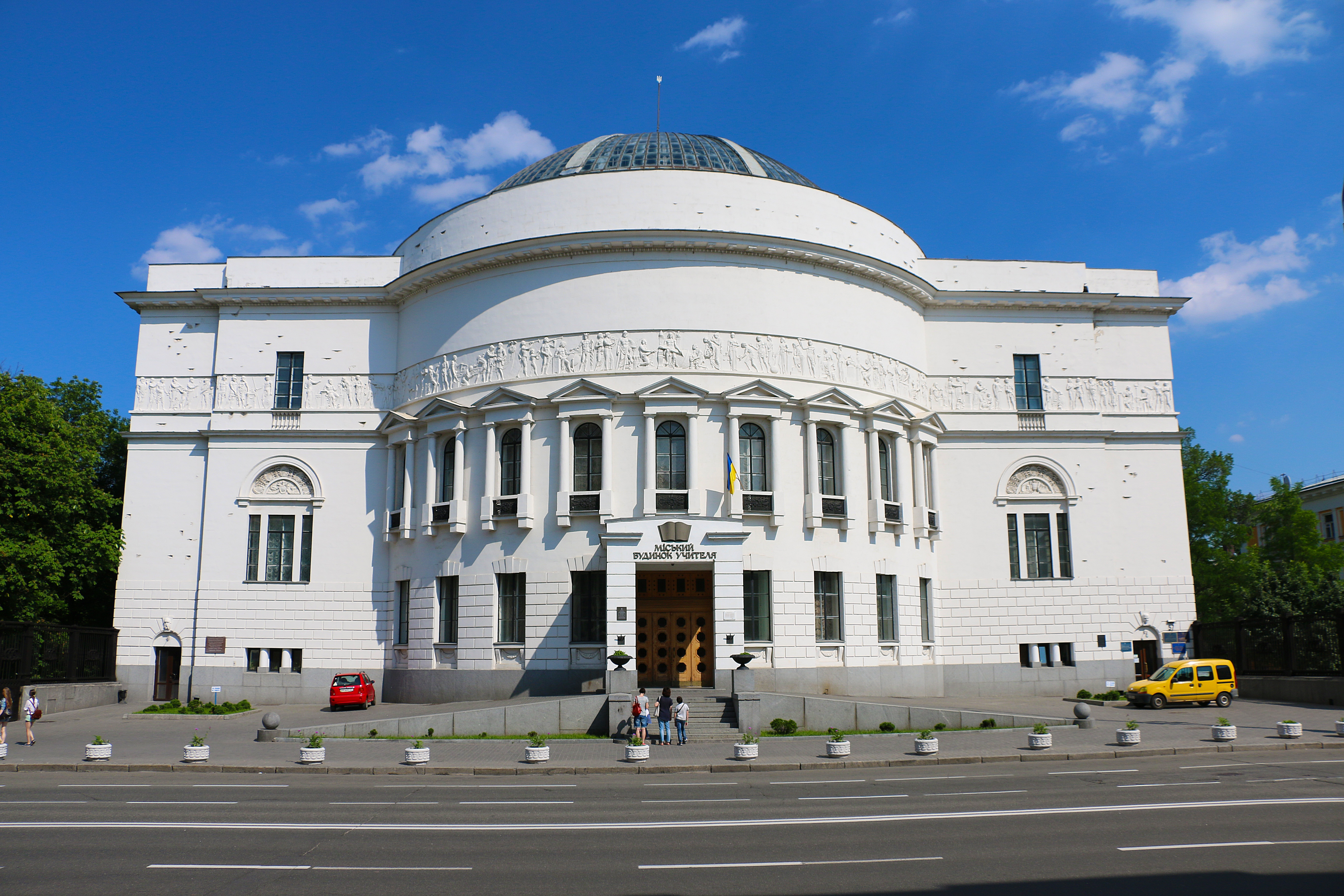
Будинок Центральної Ради

На аверсі монети в центрі розміщено малий Державний Герб України. Ліворуч і праворуч від герба зображені на повний зріст робітник із молотом біля ковадла та селянка із серпом і снопом; вони підтримують немовля — символ молодої держави на тлі крони дерева. Ця трьохфігурна композиція є адаптованим варіантом творів графіка Георгія Нарбута. Вгорі — напис в два рядки «УКРАЇНА 1998»; внизу — напис в два рядки «2 ГРИВНІ».

### Реверс
На реверсі монети в центрі зображено будинок Педадогічного музею, де перебувала Центральна Рада у 1917–1918 років. Перед будинком ліворуч і праворуч розміщені фігури двох січових стрільців-вартових із гвинтівками. Під зображенням напис у чотири рядки «80 РОКІВ З ДНЯ ПРОГОЛОШЕННЯ НЕЗАЛЕЖНОСТІ 1918». Вгорі по колу напис «УКРАЇНСЬКА НАРОДНА РЕСПУБЛІКА». Написи виконані шрифтом, розробленим Г. Нарбутом — автором проектів перших українських грошових знаків 1917–1920 років.

## Автори
- Художник — Кущ Анатолій.
- Скульптор — Неверович В.

## Вартість монети
Під час введення монети в обіг 1998 року, Національний банк України розповсюджував монету за її номінальною вартістю — 2 гривні.
Фактична приблизна вартість монети, з роками змінювалася так:
| Рік        | 2005 | 2006 | 2007 | 2008 | 2009 | 2010 | 2011 | 2012 | 2013 | 2014 | 2015 | 2016 | 2017 | 2018 | 2019 | 2020 | 2021 | 2022 | 2023 | 2024 | 2025 |
| ---------- | ---- | ---- | ---- | ---- | ---- | ---- | ---- | ---- | ---- | ---- | ---- | ---- | ---- | ---- | ---- | ---- | ---- | ---- | ---- | ---- | ---- |
| Ціна, грн. | 10   | 18   | 25   | 25   | 30   | 30   | 35   | 35   | 35   | 37   | 40   | 40   | 60   | 65   | 65   | 70   | 80   | 90   | 120  | 290  | 250  |